# 하와이 대학교

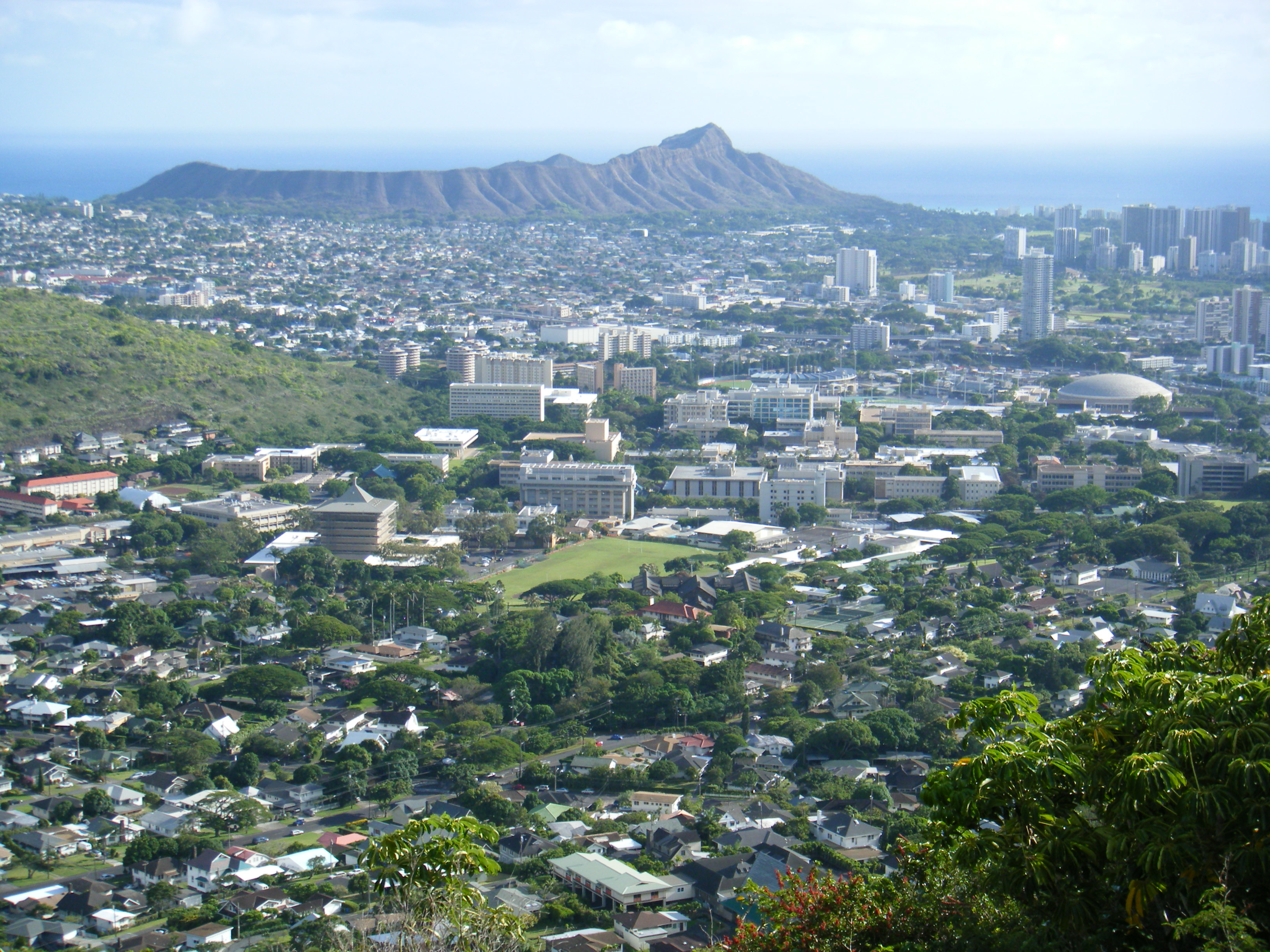
하와이 대학교 마노아

하와이 대학교 시스템(영어: University of Hawaiʻi System)은 줄여서 UH로 알려진 미국 하와이주의 주립 대학교 시스템이다. 하와이 대학교 시스템은 3개의 대학교와 7개의 커뮤니티 컬리지, 3개의 대학 센터, 4개의 교육 센터, 하나의 고용훈련원과 다양한 다른 연구 기관이 하와이주의 6개 섬에 흩어져 있는 형태이며, 석사, 학사, 박사 학위를 취득할 수 있다. 하와이 대학교 시스템의 주행정청은 호놀룰루의 하와이 대학교 마노아에 위치해 있다.

## 캠퍼스

### 종합 대학교
- 하와이 대학교 마노아
- 하와이 대학교 힐로
- 하와이 대학교 웨스트 오아후

### 단과 대학
- 하와이 대학교 마우이

### 커뮤니티 컬리지
- 하와이 커뮤니티 컬리지
- 호놀룰루 커뮤니티 컬리지
- 카피올라니 커뮤니티 컬리지
- 카우아이 커뮤니티 컬리지
- 리워드 커뮤니티 컬리지
- 윈드워드 커뮤니티 컬리지

### 전문대학원
- 약학대학
- 존 A. 번즈 의학대학
- 윌리엄 S. 리처드슨 법학대학
- 샤이들러 경영대학

## 통계
전체 하와이 대학교 시스템에는 50,317명의 학생이 있으며, 그중 44,122명은 대학 학부생이다. 평균적으로 44%는 남학생이고, 56%는 여학생이다. 민족 분포는 백인 20%, 일본인 20%, 필리핀인 15%, 하와이 원주민이나 원주민 혼혈은 13%이고, 32%는 기타 민족 출신이다.
2012년 세계 대학 학술 순위에서 하와이 대학교 마노아가 미국의 에모리 대학교, 영국의 런던 정치경제대학교, 대한민국의 서울대학교, 중국의 칭화 대학 등과 함께 101-150위권을 기록했다.